# Noumen
Din grecescul ,,noumenon" - (În filozofia lui Kant) Lucru în sine cunoscut numai prin rațiune, în opoziție cu fenomenul cunoscut senzorial. Acest termen descrie existența independentă a unui obiect sau eveniment dat față de simțurile umane și față de percepția generată prin acestea. Acest termen este folosit în contrast cu termenul ,,phenomenon" - ,,fenomen" care se referă la orice lucru înțeles și cunoscut prin simțurile fizice. Kant spune că lumea noumen-ului ar putea exista, doar că ea nu poate fi cunoscută prin senzațiile trupului la fel cum nu poate fi cunoscută nici existența ,,lucrului în sine".